# بيوغن
بيوغن، بالنرويجية Bjugn، هي بلدية في مقاطعة سور تروندلاغ وتنتمي لإقليم فوسان. المقر الإداري للبلدية هو بوتنغارد. تضم البلدية قرى أخرى: هويباكن، يوسوند، ليسويسوندت، نيس، أولكسفول وفاليرسوند.

## معلومات عامة
تأسست بلدية بيوغن سنة 1853 عندما فُصلت عن بلدية أوسع تدعى أورلان. في 26 مارس/آذار 1870 أُضيفت آفيورد (الخالية من السكان) إلى بيوغن. في 1 يناير/كانون الثاني 1899 الجزء الغربي من نيس والجزء الشمالي من سكيورن تم فصلهما من بيوغن. في 1 يناير/كانون الثاني 1964 تم ضم كل من نيس، يوسوند والجزء الشمالي من ستيورنا إلى بيوغن لتشكيل بلدية جديدة أوسع سميت ببيوغن، وأدى هذا لارتفاع عدد سكان بيوغن من 1,240 نسمة إلى 4,940 نسمة.

### التسمية
لبيوغن نفس الاسم في اللغة النوردية القديمة Bjugn، وهو اشتقاق لكلمة bjúgr والتي تعني «منحني» أو «مقوس» في إشارة إلى الخلل المحلي، المسمى ببيوغنفيوردن.

### شعار النبالة
شعار النبالة اُعتمد حديثا في 17 فبراير/شباط 1989، وهو دفة صفراء مع خلفية زرقاء، ويشير إلى الأهمية التاريخية لصيد الأسماك في البلدية.

### كنيسة النرويج
| الأبشرية | اسم الكنيسة  | تاريخ البناء | موقع الكنيسة |
| -------- | ------------ | ------------ | ------------ |
| بيوغن    | بيوغن كيركا  | 1956         | بيوغن        |
| بيوغن    | هيغفيك كيركا | 1858         | هويباكن      |
| يوسوند   | يوسوند كيركا | 1875         | يوسوند       |
| نيس      | نيس كيركا    | 1878         | نيس          |
| نيس      | تارفا كابل   | 1972         | تارفا        |

## الجغرافيا
تقع بلدية بيوغن في شبه جزيرة فوسان، جزء منها يقع في النرويج القارية، كما تضم عدة جزر منها جزر تارفا. كل من خللي بيوغنفيوردن وستيوردفيورد يقعان بشكل جزئي في بيوغن. منارة أسنفاغوي تقع شمال البلدية.
تمتلك بيوغن حدودا مع أورلان في الجنوب الغربي، ريسا في الجنوب والجنوب الشرقي، وأفيورد في الشمال الشرقي. يوجد خمس محميات طبيعية في بيوغن، أوسعها محمية هيلدرامسفاتنت (بمساحة تقدر بـ23.441 كيلومترا مربعا).

## روابط خارجية
- الدليل السياحي لمقاطعة سور تروندلاغ على Wikivoyage.
- إحصاءات حول بلدية بيوغن في موقع الإحصاءات النرويجي.